# Colin Egglesfield
Colin Joseph Egglesfield (Farmington Hills, 9 februari 1973) is een Amerikaans acteur.

## Biografie
Egglesfield werd geboren in Farmington Hills als tweede in een gezin van drie kinderen, en groeide op in de buurt van Detroit (Michigan). Op tienjarige leeftijd verhuisde hij met zijn familie naar Morris (Illinois). Hij doorliep de high school aan de Marian Catholic High School in Chicago Heights. Na zijn high school ging hij studeren aan de Illinois Wesleyan University in Bloomington (Illinois), al snel stapte hij over naar de University of Iowa in Iowa City waar hij zijn bachelor of science haalde. Om zijn studie te kunnen betalen verdiende hij bij als model, na het winnen van een modelwedstrijd besloot hij zijn studie voor arts te veranderen in acteren. Als model heeft hij onder andere gewerkt voor Versace, Calvin Klein en Armani. 
Egglesfield begon in 2000 met acteren in de televisieserie The $treet, waarna hij nog meerdere rollen speelde in televisieseries en films. Hij is vooral bekend van zijn rol als Joshua Madden in de televisieserie All My Children waar hij in 180 afleveringen heeft gespeelde (2005-2009). 
Egglesfield is nu ook eigenaar van kledingbedrijf Shout Out Clothing!, dat gevestigd is in New York. 

## Filmografie

### Films
Uitgezonderd korte films.
- 2024 The Time Travel Hills - als Jacob Clark
- 2023 A Rose for Her Grave: The Randy Roth Story - als Randy Roth
- 2021 A Christmas Witness - als Dean Cupo
- 2020 Love by Drowning - als Val Martin
- 2019 100 Days to Live - als Gabriel Weeks
- 2018 Backtrace - als rechercheur Carter
- 2018 The Middle of X - als Mack Prescott
- 2018 Reprisal - als FBI agent Fields
- 2018 The Row - als Villiers
- 2017 The Space Between Us - als broer van Sarah
- 2016 Bad Moms - als astronaut
- 2015 Bachelors - als Aaron
- 2015 Autumn Dreams - als Ben
- 2015 Murder in Mexico: The Bruce Beresford-Redman Story - als Bruce
- 2015 Vice - als Reiner
- 2013 A Stranger in Paradise - als Josh
- 2013 Open Road - als David
- 2011 L!fe Happens - als Ivan
- 2011 Carnal Innocence - als Tucker Longstreet
- 2011 Something Borrowed - als Dex
- 2009 The Good Guy - als Baker
- 2006 Beautiful Dreamer - als Joe / Thomas 'Tommy' Warner
- 2005 Vampires: The Turning - als Connor
- 2005 Must Love Dogs - als David
- 2004 12 Days of Terror - als Alex
- 2003 S.W.A.T. - als politieagent Los Angeles
- 2002 Lost in Oz - als Caleb Jansen

### Televisieseries
Uitgezonderd eenmalige gastrollen.
- 2018-2019 Chicago Fire - als Gordon Mayfield - 2 afl.
- 2016-2018 Lucifer - als Ben Wheeler - 2 afl.
- 2011-2016 Rizzoli & Isles - als Tommy Rizzoli - 15 afl.
- 2015 Chasing Life - als dr. Barratt - 2 afl.
- 2014 Drop Dead Diva - als Charlie French - 2 afl.
- 2012-2013 The Client List - als Evan Parks - 25 afl.
- 2009-2010 Melrose Place - als Auggie Kirkpatrick - 13 afl.
- 2005-2009 All My Children - als Joshua Madden - 180 afl.

- Bibsys: 11077527
- Biblioteca Nacional de España: XX1637764
- Bibliothèque nationale de France: cb16979488h (data)
- Gemeinsame Normdatei: 1066221294
- International Standard Name Identifier: 0000 0000 6076 8565
- Library of Congress Control Number: no2012142950
- Nationale Bibliotheek van Tsjechië: xx0155421
- Système universitaire de documentation: 19933658X
- Virtual International Authority File: 87375332
- WorldCat: E39PBJcRbKpYfPwFgJBVWmVcT3